# بخش بون
بخش بون (به فرانسوی: Arrondissement de Beaune) یک بخش در فرانسه است که در کوت دور واقع شده‌است.